# Bessie Coleman
Elizabeth “Bessie” Coleman (Atlanta, Texas, 26 de enero de 1892 – Jacksonville, Florida, 30 de abril de 1926) fue una aviadora civil estadounidense. Fue la primera mujer afroamericana  y de  ascendencia nativa americana piloto que obtuvo una licencia internacional de piloto.

## Primeros años
Coleman nació el 26 de enero de 1892 en Atlanta, Texas, como la décima de los trece hijos de los granjeros George y Susan Coleman. Su madre era negra y su padre tenía ascendencia cheroqui. Coleman comenzó la escuela a los seis años de edad, en un establecimiento para alumnos afroamericanos de una sola habitación; tenía que caminar casi seis kilómetros y medio cada día para llegar. Aunque a veces no tenía los útiles escolares básicos, como tiza y lápices, Coleman era una alumna excelente. Le encantaba leer y se destacaba en matemáticas, lo que la llevó a graduarse tras haber completado ocho años de educación escolar. Cada año, su rutina, que consistía en ir a la escuela, a la iglesia y ayudar en las tareas hogareñas, se interrumpía por la cosecha del algodón. 
En 1901, la vida de Coleman dio un giro dramático: George Coleman abandonó a su familia, harto de las barreras raciales en Texas. Regresó a Oklahoma, en ese momento territorio aborigen, para mejorar su calidad de vida, pero Susan y los niños no lo acompañaron.
Cuando tenía doce años de edad, Coleman fue aceptada en la Iglesia Baptista Misionera. Cuando cumplió dieciocho años, reunió todos sus ahorros y se inscribió en la Universidad Colored Agricultural and Normal (en la actualidad llamada Universidad Langston) en Langston, Oklahoma. Completó un solo curso, ya que el dinero se le terminó muy pronto y debió regresar a su hogar. Coleman sabía que no tendría futuro en su pueblo natal, por lo que se mudó con dos de sus hermanos a Chicago, donde inició la búsqueda de un empleo.

## Carrera

### Chicago
En Chicago trabajó en la peluquería White Sox como manicura. Allí, pasaba el tiempo escuchando a los pilotos que habían vuelto de la Primera Guerra Mundial, quienes relataban sus aventuras por el mundo durante la guerra. Pero las escuelas de vuelo norteamericanas no admitían mujeres ni negros. Sin embargo, Robert S. Abbott, fundador y editor del Chicago Defender, la retó a intentarlo en el extranjero. Coleman recibió ayuda de su viejo amigo Jesse Binga y del Defender, que hizo hincapié en su personalidad extravagante y en su belleza para promover su causa.

### Francia

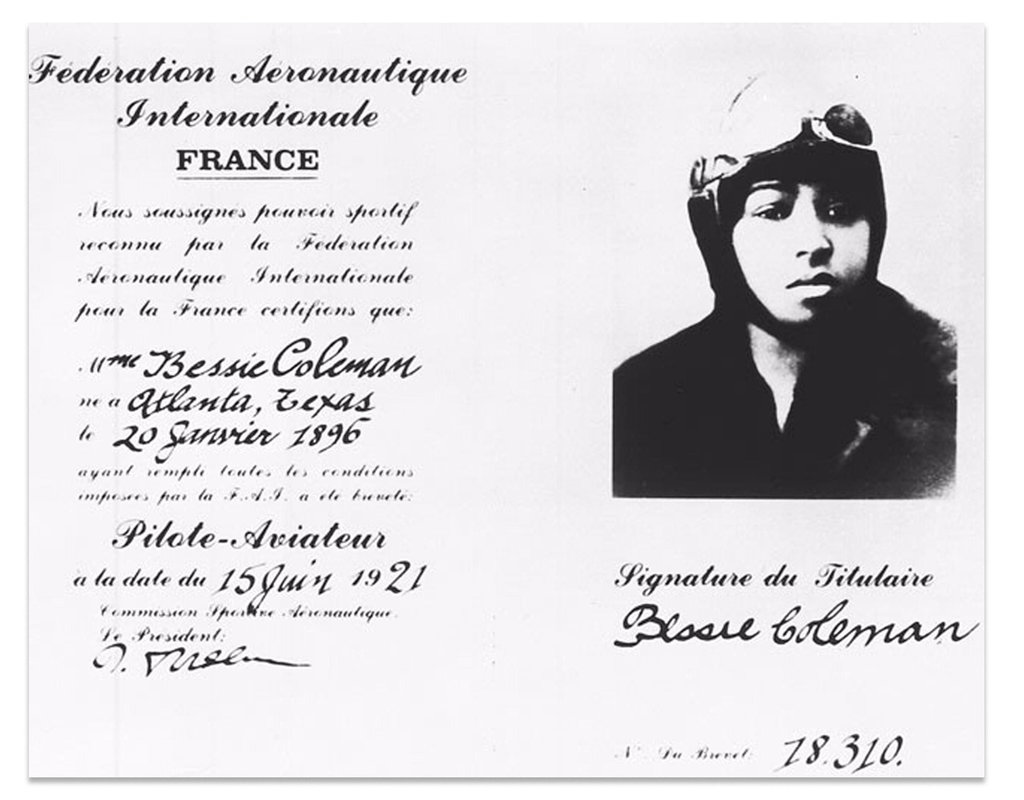
La licencia de aviación de Coleman.

Coleman tomó clases de francés en la Escuela Berlitz en Chicago, y el 20 de noviembre de 1920 partió rumbo a París. En Francia, aprendió a volar en un biplano Nieuport Tipo 82, con "un sistema de control que consistía en una barra vertical del grosor de un bate de béisbol delante del piloto y una barra-timón bajo los pies del aviador". El 15 de junio de 1921, Coleman se convirtió no sólo en la primera mujer afroamericana en obtener una licencia de aviación internacional por parte de la Fédération Aéronautique Internationale, sino también en la primera afroamericana en el mundo en obtener una licencia de piloto de aviación. Decidida a mejorar sus habilidades, Coleman pasó los dos meses siguientes tomando lecciones de un piloto francés cerca de París, y en septiembre partió rumbo a Nueva York.

### Espectáculos aéreos
Coleman se dio cuenta rápidamente que para ganarse la vida como piloto civil (la era de los vuelos comerciales no llegaría hasta por lo menos diez años después) tendría que dedicarse a las exhibiciones aéreas para el entretenimiento y actuar para un público. Sin embargo, para tener éxito en un campo tan competitivo, necesitaba clases avanzadas y un repertorio más extenso. Después de regresar a Chicago, descubrió que nadie estaba dispuesto a enseñarle, por lo que en febrero de 1922 partió nuevamente hacia Europa. Pasó los dos meses siguientes en Francia, donde tomó cursos avanzados de aviación; después visitó los Países Bajos para encontrarse con Anthony Fokker, uno de los diseñadores de aeronaves más distinguidos del mundo. También viajó a Alemania, donde visitó la Corporación Fokker y recibió entrenamiento adicional por parte de uno de los principales pilotos de la compañía. Regresó a los Estados Unidos con la confianza y el entusiasmo que necesitaba para lanzar su carrera en el vuelo de exhibición.
En septiembre de 1921, se convirtió en una sensación de los medios cuando regresó a su país. "Queen Bess" ("la Reina Bess"), como era conocida, fue muy popular durante los cinco años siguientes. Invitada a eventos importantes y entrevistada muy a menudo por los periódicos, era admirada tanto por los afroamericanos como por los blancos. Los aviones que solía volar eran los biplanos Curtiss JN-4 "Jenny" y otras aeronaves de guerra, que habían quedado de la Primera Guerra Mundial. El 22 de febrero de 1922, en Los Ángeles, California, se quebró una pierna y tres costillas cuando su avión se atascó y se estrelló. Hizo su primera aparición en una exhibición de vuelo en los Estados Unidos el 3 de septiembre del mismo año, en un evento organizado para honrar a los veteranos del Regimiento de Infantería número 369, compuesto en su totalidad por afroamericanos, llevado a cabo en Long Island, cerca de la ciudad de Nueva York y patrocinado por su amigo Abbott y por los editores del periódico Chicago Defender. En el espectáculo, Coleman fue presentada como "la aviadora más grande del mundo" e incluyó exhibiciones aéreas de otros ocho pilotos estadounidenses, y un salto en paracaídas de Hubert Julian. Seis semanas más tarde, regresó a Chicago para realizar una demostración de maniobras temerarias, incluyendo figuras, vueltas y vuelos a ras del suelo ante un público entusiasta y numeroso en el Aeródromo Checkerboard (en la actualidad, el Aeropuerto Internacional Midway).
Pese a sus logros, la emoción de las exhibiciones de vuelo y la admiración del público eran solo una parte del sueño de Coleman. Nunca se olvidó de una promesa que se había realizado a sí misma durante la infancia, que era "ser alguien importante". Como aviadora profesional, Coleman sería muy criticada por la prensa por su naturaleza oportunista y el estilo extravagante que demostraba en sus espectáculos aéreos. Sin embargo, ganó rápidamente una reputación como piloto habilidosa y arriesgada que no se detenía ante nada para completar una maniobra peligrosa.
A través de sus contactos en los medios, se le ofreció un papel en un largometraje titulado Shadow and Sunshine, que sería financiado por la African American Seminole Film Producing Company. Aceptó encantada, ya que esperaba que la publicidad la ayudara a avanzar en su carrera y le proporcionara el dinero que necesitaba para establecer su propia escuela de vuelo. Sin embargo, al descubrir que en la primera escena de la película debía aparecer vestida con ropa hecha jirones, con un bastón y una mochila en sus hombros, se negó a continuar. Según Doris Rich, "la decisión de Bessie de abandonar el rodaje fue claramente una cuestión de principios. Aunque era oportunista en lo que respecta a su carrera, nunca fue oportunista en lo que respecta a su raza. No tenía la intención de perpetuar la imagen despectiva que la mayoría de los blancos tenían de los afroamericanos".
Coleman no viviría lo suficiente para cumplir su sueño más grande, que era establecer una escuela para aviadores jóvenes y afroamericanos, pero sus logros como pionera inspiraron a una generación de hombres y mujeres afroamericanos. Según el Teniente William J. Powell, en su libro de 1934 Black Wings, "Gracias a Bessie Coleman hemos invadido lo que era peor que las barreras raciales. Hemos invadido las barreras que existían dentro de nosotros mismos y nos hemos atrevido a soñar". Powell combatió en una unidad segregada durante la Primera Guerra Mundial, y promovió la causa de la aviación afroamericana sin descanso, en su libro, sus periódicos y el Aeroclub Bessie Coleman, que fundó en 1929.

## Fallecimiento
El 30 de abril de 1926, Coleman, de treinta y cuatro años de edad, se encontraba en Jacksonville, Florida. Había comprado un Curtiss_JN-4_Jenny hacía poco tiempo en Dallas, Texas y lo había llevado a Jacksonville para prepararse para una exhibición aérea; sus amigos y familia no consideraban seguro el avión y le habían suplicado que no lo volara. Su mecánico y agente publicitario, William Willis, viajaba en el avión con Coleman como copiloto. Coleman no se puso el cinturón de seguridad porque planeaba lanzarse en paracaídas al día siguiente y quería echar un vistazo completo a la cabina para examinar el terreno. Aproximadamente diez minutos después del despegue, el avión no respondió como se esperaba y realizó una barrena, que causó que Coleman saliese disparada de la aeronave a ciento cincuenta metros de distancia, donde golpeó la tierra y falleció al instante. William Wills no logró controlar la aeronave y falleció al estrellarse y explotar el avión. Aunque los restos del aparato que quedaron estaban muy quemados, más tarde se descubrió que una llave que se usaba para reparar el motor se había deslizado dentro de la caja reductora y la había atascado.

## Legado y homenajes

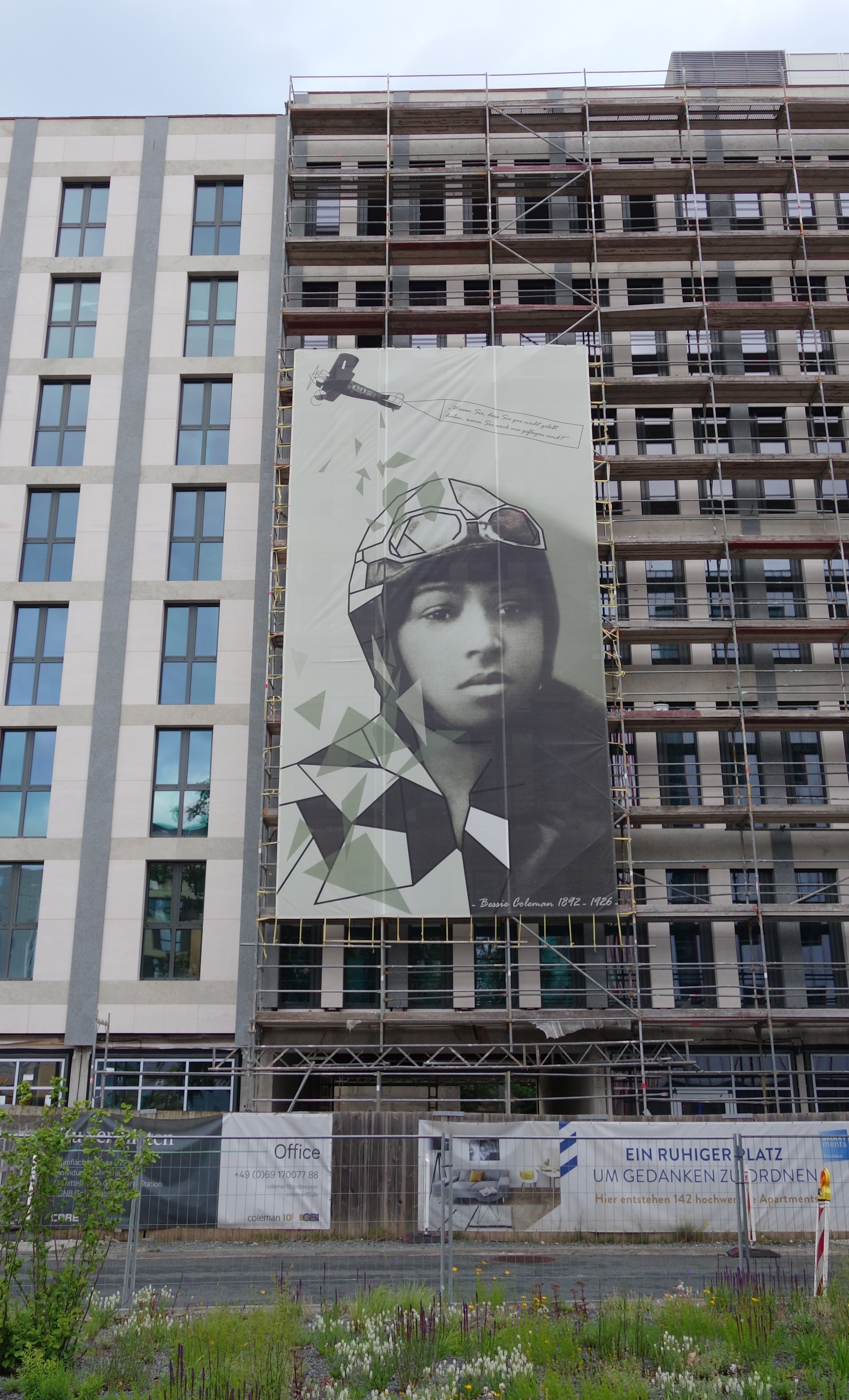
Pancartas en andamios en Bessie-Coleman-Strasse (Calle Bessie Coleman) en el aeropuerto de Fráncfort

El 2 de mayo de 1926 se llevó a cabo su funeral, en Jacksonville, Florida, con la presencia de cinco mil dolientes. Varios de ellos, incluyendo a Ida B. Wells, eran miembros prominentes de la sociedad afroamericana. Tres días más tarde, sus restos llegaron a Orlando, donde miles de personas más asistieron al funeral en la Iglesia Baptista Misionera Monte Zion; su último viaje, el 5 de mayo, fue a Chicago, donde se llevó a cabo un servicio en su memoria en la Iglesia Baptista Peregrina. Aproximadamente diez mil personas pasaron junto al ataúd durante todo el día y toda la noche. Después de sus servicios funerarios, fue sepultada en el Cementerio Lincoln.
Con el paso de los años, fue creciendo el reconocimiento hacia los logros de Coleman. Su impacto en la historia de la aviación, en particular en lo que respecta a los afroamericanos, fue reconocido rápidamente después de su fallecimiento. En 1927, se inauguraron numerosos aeroclubes con su nombre en todo el país; en 1931, en el Día del Trabajador, estos clubes patrocinaron la primera exhibición aérea compuesta solamente por afroamericanos, que atrajo alrededor de quince mil espectadores. Ese mismo año, un grupo de pilotos afroamericanos estableció una tradición anual en la que sobrevolaban la tumba de Coleman, en el Cementerio Lincoln. El nombre de Coleman también comenzó a aparecer en los edificios de Harlem. 
En 1989, la Sociedad First Flight incluyó a Coleman en su altar que honra a los individuos y grupos que hayan sido pioneros en algún campo del desarrollo de la aviación.
Una sala de conferencias de la Administración Federal de Aviación, en Washington D. C., tiene el nombre de Coleman. En 1990, el alcalde de Chicago Richard M. Daley renombró la calle Old Mannheim en el Aeropuerto Internacional O'Hare como "Bessie Coleman Drive". Una calle del aeropuerto de Fráncfort lleva el nombre de Coleman. En 1992, proclamó el 2 de mayo como el "Día de Bessie Coleman en Chicago". 
Mae Jemison, médica y antigua astronauta de la NASA, escribió en el libro Queen Bess: Daredevil Aviator (1993): "Señalo a Bessie Coleman y digo sin dudar que fue una mujer, un ser, que ejemplifica y sirve como modelo para toda la humanidad: fue la definición exacta de la fortaleza, la dignidad, el coraje, la integridad y la belleza. Parece un buen día para volar".
En 1995, fue homenajeada con su imagen en un sello postal en los Estados Unidos, y fue incluida en el Salón de la Fama de las Mujeres en la Aviación. En 1999, el National Women's History Project la designó como recipiente del Women's History Month. En noviembre de año 2000, Coleman fue incluida en el Salón de la Fama de la Aviación de Texas.
El 20 de octubre de 2008 debutó Barnstormer, un musical basado en su vida, en el National Alliance for Musical Theater Festival de Nueva York; el libreto y las letras de las canciones fueron escritos por Cheryl Davis y la música por Douglas Cohen.
El 23 de julio de 2011, en el noventa aniversario de su primer vuelo, fue conmemorada con una lectura de varias partes de algunas de sus biografías en una exhibición de modelos de aeronaves en Miller Field, Staten Island, un antiguo establecimiento de la Fuerza Aérea de los Estados Unidos.
En 2023, la empresa Mattel creó una muñeca Barbie para representar a Coleman dentro de su colección Mujeres Inspiradoras. La muñeca viste un traje de aviador verde oliva, una blusa blanca de cuello alto e incluye una gorra con las iniciales BC.